# Autostrada A30 (Franța)
Autostrada A30 (numită, de asemenea, în franceză Autoroute de la vallée de la Fensch) este o autostradă franceză care leagă Richemont (Moselle) de granița belgiană, la nivelul localității Mont-Saint-Martin (Meurthe-et-Moselle). Face parte din drumurile europene E44 și E411.

## Caracteristici
Autostrada A30 are profil 2 × 2 benzi pe toată lungimea sa, cu excepția tronsonului tunelului Bois des Chênes, care este monotub cu 2 × 1 benzi. La nord, se continuă prin RN 52, un tronson cu 2 × 2 benzi separate, până la Longwy, apoi printr-o singură bandă până la Mont-Saint-Martin și frontiera belgiană, la Aubange, unde devine autostrada belgiană A28.

## Istoric
Construită la începutul anilor 1990, autostrada A30, denumită și Autostrada Văii Fensch, deservește valea cu același nume. Inițial, a fost construită pentru a facilita circulația între Uckange și Fontoy, deoarece RN 52, axa istorică pe care o dublează A30, are un traseu exclusiv urban.
La început, A30 a fost concepută ca un drum interurban, având scopul de a lega regiunea Pays-Haut de valea Moselle. Totuși, nu este exclusă o eventuală reclasificare a sa ca rută de tranzit internațional. În 2005, închiderea temporară a A31 la sud de Thionville – redeschisă ulterior – a transformat A30 într-o autostradă de tranzit internațional, oferind o nouă rută pentru coridoarele Belgia–Lyon și Țările de Jos–Lyon. Această situație ridică problema unei posibile descongestionări a A31, al cărei trafic ar putea atinge saturația în următorul deceniu. Prin urmare, pare oportună continuarea reflecției asupra oportunităților de întărire și extindere a acestui traseu.
Deși traficul este rar intens pe această autostradă, rata accidentelor a devenit îngrijorătoare în ultimii ani, în special pe coborârea din Bois des Chênes, unde limita de viteză este de 90 km/h. Aceasta este adesea umedă și înghețată iarna, în ciuda faptului că are un strat antiderapant.
În vederea creării unei rute internaționale, se pot lua în considerare mai multe scenarii, pe termen mediu și lung:
- Construirea unui tronson de autostradă între A30 și A4 din Luxemburg, de la Aumetz la Belval. Acest proiect ar avea avantajul de a reduce traficul prin localități precum Audun-le-Tiche, Villerupt și Esch-sur-Alzette și de a oferi o a doua conexiune rutieră între Franța și Luxemburg, în afara traseului tradițional A31-E25.
- Crearea unei a doua legături Belgia/Țările de Jos – Franța, evitând atât Luxemburgul, cât și A31 până la Richemont. Pentru aceasta, ar fi necesară aducerea RN 52 la standarde de autostradă în zona Longwy, ceea ce presupune:
  - dublarea viaductului de la Chiers,
  - realizarea variantelor ocolitoare pentru Longwy și Mont-Saint-Martin,
  - modernizarea RN 52 la standarde stricte de autostradă între Longwy și Aumetz.

În orice caz, dezbaterea privind saturația A31 și alternativele sale trebuie să ia în considerare oportunitățile oferite de A30. Totuși, în 2014, anumite lucrări esențiale încă nu fuseseră realizate, iar modernizarea RN 52 la standarde de autostradă rămâne în așteptare, fără un orizont clar pentru implementare.
Pentru a descongestiona principalele axe Franța-Belgia/Regatul Țărilor de Jos, A304, prelungirea A34 spre granița belgiană (în direcția Charleroi), a fost deschisă în 2018, ceea ce ar putea încetini proiectul A30.

## Traseu
| De la A31 până la granița departamentală Moselle/Meurthe-et-Moselle; secțiune gratuită neconcesionată, administrată de DIR Est.                                                   | |           |
| Intersecție | Nod rutier între A31 și A30 (nod rutier parțial).                                                                  | A31 E25   |
| A30 E411 | |           |
| 1 - Uckange | Orașe deservite: Uckange, Guénange.                                                                                |           |
| 2/2b - Fameck-Feltière | Orașe deservite: Fameck, Fameck-Feltière, Z.I. Sainte-Agathe, Florange, Serémange-Erzange, Centru Comercial.       | RD652     |
| 2a - Fameck-Centre | Orașe deservite: Fameck-centru, Florange (nod rutier parțial).                                                     | RD653     |
| 3 - Hayange-Centre | Orașe deservite: Hayange-centru, Neufchef (nod rutier parțial).                                                    |           |
| | Limitare la 110 km/h (sens Belgique > Metz).                                                                       |           |
| | Viaductul Hayange.                                                                                                 |           |
| 4 - Fameck-Centre | Orașe deservite: Nilvange, Knutange, Hayange, Hayange-vest (nod rutier parțial).                                   | RD952     |
| | Tunelul Bois des Chênes.                                                                                           |           |
| | 5 % pe 1000 m (coborâre în sensul Longwy > Metz).                                                                  |           |
| | Zone de odihnă: La Castine (sens Metz > Belgique); Le Bois des Tillots (sens Belgique > Metz).                     |           |
| 5 - Fontoy | Orașe deservite: Audun-le-Roman, Boulange, Fontoy.                                                                 |           |
| 6 - Havange | Orașe deservite: Thionville, Tressange, Havange.                                                                   | RD14      |
| 7 - Aumetz | Orașe deservite: Esch-sur-Alzette, Étain, Briey, Audun-le-Tiche, Audun-le-Roman, Aumetz.                           | RD906     |
| | Trecerea din departamentul Moselle în departamentul Meurthe-et-Moselle.                                            |           |
| A30 E411 | |           |
| De la granița departamentală Moselle/Meurthe-et-Moselle până la granița cu Belgia; secțiune gratuită neconcesionată, având statut de drum expres (RN52), administrată de DIR Est. | |           |
| RN52 E411 | |           |
| 8 - Crusnes | Orașe deservite: Villerupt, Crusnes.                                                                               | RD521     |
| 9 - Bréhain-la-Ville | Orașe deservite: Villerupt, Bréhain-la-Ville.                                                                      | RD27      |
| 10 - Tiercelet | Orașe deservite: Tiercelet, Morfontaine, Hussigny-Godbrange, Z.I. Villers-la-Montagne.                             | RD125     |
| 11 - Villers-la-Montagne | Orașe deservite: Hussigny-Godbrange, Villers-la-Montagne, Cutry, Réhon, Z.I. Villers-la-Montagne.                  |           |
| 12 - Haucourt-Moulaine | Orașe deservite: Saulnes, Herserange, Chenières, Haucourt-Moulaine.                                                |           |
| 13 - Mexy | Orașe deservite: Longwy-centru, Haucourt-Moulaine, Mexy, Herserange.                                               |           |
| | Viaductul Chiers.                                                                                                  |           |
| 14 - Longwy-Haut | Orașe deservite: Reims, Charleville-Mézières, Verdun, Longwy, Longwy-Haut, Longuyon, Lexy, Longwy-Z.I. Pulvendeux. | RD618 E44 |
| RN52 E44 E411 | |           |
| 15 - Cosnes-et-Romain | Oraș deservit: Cosnes-et-Romain.                                                                                   |           |
| 16 - Mont-Saint-Martin-Centre | Oraș deservit: Mont-Saint-Martin (nod rutier parțial).                                                             |           |
| | 6 % pe 2700 m (coborâre în sensul Metz > Longwy).                                                                  |           |
| | Viaductul Piedmont.                                                                                                |           |
| | Limitare la 90 km/h (sens Metz > Belgique).                                                                        |           |
| 17 - Mont-Saint-Martin-Val | Oraș deservit: Mont-Saint-Martin.                                                                                  |           |
| 18 - Longlaville | Oraș deservit: Luxemburg, Pétange, Longlaville, Mont-Saint-Martin-Pôle Européen.                                   |           |
| | Granița dintre Franța și Belgia.                                                                                   |           |
| RN52 E44 E411 | |           |